# EF Education-EasyPost/2025
Deze pagina geeft een overzicht van de UCI World Tour wielerploeg EF Education-EasyPost in 2025.

## Algemeen
Algemeen manager: Jonathan Vaughters
Teammanager: Charles Wegelius
Ploegleiders: Matti Breschel, Andreas Klier, Sebastian Langeveld, Juan Manuel Gárate, Tom Southam, Tejay van Garderen, Ken Vanmarcke
Fietsen: Cannondale

## Renners
| Naam                         | Geboortedatum | Nationaliteit       | Ploeg 2024                          |
| ---------------------------- | ------------- | ------------------- | ----------------------------------- |
| Vincenzo Albanese            | 12-11-1996    | Italië              | Arkéa-B&B Hotels                    |
| Kasper Asgreen               | 08-02-1995    | Denemarken          | Soudal Quick-Step                   |
| Samuele Battistella          | 14-11-1998    | Italië              | Astana Qazaqstan                    |
| Alex Baudin                  | 25-05-2001    | Frankrijk           | Decathlon AG2R La Mondiale Team     |
| Markel Beloki                | 27-07-2005    | Spanje              |                                     |
| Richard Carapaz              | 29-05-1993    | Ecuador             |                                     |
| Hugh Carthy                  | 09-07-1994    | Verenigd Koninkrijk |                                     |
| Jefferson Alexander Cepeda   | 16-06-1998    | Ecuador             |                                     |
| Esteban Chaves               | 17-01-1990    | Colombia            |                                     |
| Rui Costa                    | 05-10-1986    | Portugal            |                                     |
| Owain Doull                  | 02-05-1993    | Verenigd Koninkrijk |                                     |
| Ben Healy                    | 11-09-2000    | Ierland             |                                     |
| Mikkel Frølich Honoré        | 21-01-1997    | Denemarken          |                                     |
| Alastair MacKellar           | 20-01-2002    | Australië           | Hagens Berman Jayco                 |
| Madis Mihkels                | 31-05-2003    | Estland             | Intermarché-Wanty                   |
| Lukas Nerurkar               | 14-11-2003    | Verenigd Koninkrijk |                                     |
| Neilson Powless              | 03-09-1996    | Verenigde Staten    |                                     |
| Sean Quinn                   | 10-05-2000    | Verenigde Staten    |                                     |
| Darren Rafferty              | 01-07-2003    | Ierland             |                                     |
| Jack Rootkin-Gray            | 05-11-2002    | Verenigd Koninkrijk |                                     |
| Archie Ryan                  | 16-11-2001    | Ierland             |                                     |
| James Shaw                   | 13-05-1996    | Verenigd Koninkrijk |                                     |
| Colby Simmons*               | 16-10-2003    | Verenigde Staten    | Team Visma-Lease a Bike Development |
| Georg Steinhauser            | 21-10-2001    | Duitsland           |                                     |
| Harry Sweeny                 | 09-07-1998    | Australië           |                                     |
| Yuhi Todome                  | 18-06-2002    | Japan               |                                     |
| Michael Valgren              | 07-02-1992    | Denemarken          |                                     |
| Marijn van den Berg          | 19-07-1999    | Nederland           |                                     |
| Jardi Christiaan van der Lee | 06-08-2001    | Nederland           |                                     |
| Max Walker                   | 12-07-2001    | Verenigd Koninkrijk | Astana Qazaqstan Development Team   |

* vanaf 31 maart

### Vertrokken
| Naam             | Geboortedatum | Nationaliteit       | Ploeg 2025                      |
| ---------------- | ------------- | ------------------- | ------------------------------- |
| Andrey Amador    | 29-08-1986    | Costa Rica          | Gestopt                         |
| Alberto Bettiol  | 29-10-1993    | Italië              | Astana Qazaqstan                |
| Stefan Bissegger | 13-09-1998    | Zwitserland         | Decathlon AG2R La Mondiale Team |
| Simon Carr       | 29-08-1998    | Verenigd Koninkrijk | Cofidis                         |
| Stefan de Bod    | 17-11-1996    | Zuid-Afrika         | Terengganu Cycling Team         |
| Andrea Piccolo   | 23-03-2001    | Italië              | Gestopt                         |
| Jonas Rutsch     | 24-01-1998    | Duitsland           | Intermarché-Wanty               |
| Rigoberto Urán   | 26-01-1987    | Colombia            | Gestopt                         |

## Overwinningen
| Nationale kampioenschappen wielrennen Estland - weg: Madis Mihkels Trofeo Ses Salines Marijn van den Berg Dwars door Vlaanderen Neilson Powless Ronde van het Baskenland 5e etappe: Ben Healy Ronde van Italië 11e etappe: Richard Carapaz 14e etappe: Kasper Asgreen Boucles de la Mayenne Ploegenklassement: *1) GP Gippingen Neilson Powless Ronde van Zwitserland 2e etappe: Vincenzo Albanese Route d'Occitanie 2e etappe: Marijn van den Berg | Ronde van Frankrijk 6e etappe: Ben Healy |  |

*1) Ploeg Boucles de la Mayenne: Albanese, Costa, Mihkels, Rootkin-Gray, Van den Berg, Walker
Mannen: 2005 · 2006 · 2007 · 2008 · 2009 · 2010 · 2011 · 2012 · 2013 · 2014 · 2015 · 2016 · 2017 · 2018 · 2019 · 2020 · 2021 · 2022 · 2023 · 2024 · 2025
Vrouwen: 2024 · 2025
Alpecin-Deceuninck · Arkéa-B&B Hotels · Bahrain Victorious · Cofidis · Decathlon AG2R La Mondiale Team · EF Education-EasyPost · Groupama-FDJ · INEOS Grenadiers · Intermarché-Wanty · Lidl-Trek · Movistar Team · Red Bull-BORA-hansgrohe · Soudal Quick-Step · Jayco AlUla · Team Picnic PostNL · UAE Team Emirates-XRG · Visma-Lease a Bike · XDS Astana Team